# Екобус
Екобус (Тролза-5250 "Экобус") - модель автобусу, розроблена російською компанією "Тролза" на базі тролейбусу Тролза-5265 "Мегаполіс". Обладнена гібридною силовою установкою. Є послідовним гібрідом й за ідеологією схожа із проектом "Ё-мобіль". Позиціонується розробником як новий вид громадського транспорту.

## Принципи роботи
"Экобус" обладнений газотурбінним двигуном з електрогенератором,заряджаючим блок конденсаторів. Потім від цих конденсаторів живиться система керування асинхронним електродвигуном, що приводить його у рух. Микротурбогенератор управляється мікропроцесорною системою. Як паливо використовується метан у балонах.

## Параметри
- Висота - 3,4 метра, довжина - 11,7 метрів.
- Швидкість при повному завантаженні - 60 км/год.
- Середня вартість - 13 мільйонів рублів за один экобус.

## Особливості
Серед головних - екологічність, величина витрат, за заявою виробника, на енергоресурси в 4 рази менше, ніж у дизельних автобусів і в 3 рази менше, ніж у тролейбусів. Також можна відзначити зручність у використанні, ефективне використання процесів, які зазвичай ігноруються.

## Використання
З березня-червня 2010 року 4 екобуса стали експлуатуватися на маршрутах Краснодару, п'ятий примірник використовується для випробувань і виставок. У планах уряду Москви - замінити поточний парк тролейбусів на екобусы.